# Christine Bortenlänger

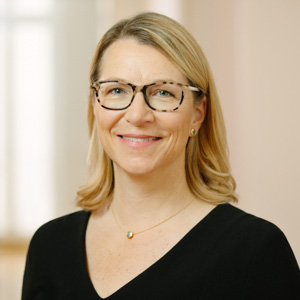
Christine Bortenlänger (2020)

Christine Bortenlänger (* 17. November 1966 in München) ist eine deutsche Managerin, Beraterin und Aufsichtsrat. Von 2012 bis 2024 leitete sie als geschäftsführendes Vorstandsmitglied das Deutsche Aktieninstitut in Frankfurt am Main. Sie war von 2000 bis 2012 Vorstand der Bayerischen Börse AG und Geschäftsführerin der Börse München.

## Leben und Wirken
Christine Bortenlänger absolvierte nach dem Abitur am Gymnasium Tegernsee eine Banklehre bei der Bayerischen Vereinsbank. Danach studierte sie Betriebswirtschaftslehre an der Ludwig-Maximilians-Universität München (LMU) mit den Schwerpunkten Bankbetriebswirtschaftslehre und Systemforschung. In den Jahren 1994 bis 1996 war sie wissenschaftliche Mitarbeiterin am Lehrstuhl von Arnold Picot am Institut für Organisation der LMU München. Dabei leitete sie ein internationales Forschungsprojekt für die Deutsche Forschungsgemeinschaft zum Themenkreis „Elektronische Märkte“. 1996 erfolgte die Promotion zum Thema „Börsenautomatisierung – Effizienzpotenziale und Durchsetzbarkeit“.
Von 1996 bis 1997 wirkte Bortenlänger als Projektverantwortliche für Electronic Business Networking/Electronic Commerce bei der Bayerischen Landesbank in München. Von 1997 bis 1998 war sie Senior Consultant und Projektleiterin für Strategie- und Organisationsprojekte im Finanzdienstleistungsbereich bei der Unternehmensberatung Dr. Seebauer & Partner in München. Im Jahr 1998 stieg Bortenlänger als stellvertretende Geschäftsführerin bei der öffentlich-rechtlichen Börse München ein und verantwortete dort die Bereiche Marketing und Öffentlichkeitsarbeit. In der Zeit von 2000 bis Ende Juni 2012 war sie Geschäftsführerin der Börse München und Vorstand der Bayerischen Börse AG mit den Ressorts Marketing und Vertrieb, Öffentlichkeits- und Pressearbeit, Business Development, Organisation und EDV. Vom 1. September 2012 bis zum 30. Juni 2024 leitete sie als geschäftsführendes Vorstandsmitglied das Deutsche Aktieninstitut in Frankfurt am Main.
Bortenlänger ist verheiratet und lebt mit ihrer Familie in München.

## Mandate und Ehrenamt
Bortenlänger ist Mitglied des Aufsichtsrates von Covestro, MTU Aero Engines und TÜV Süd sowie Mitglied des Beirats der Amundi Deutschland GmbH. Sie war Sprecherin der Finanzplatz München Initiative (fpmi) und Mitglied des Senats der Deutschen Nationalstiftung. Sie ist Teilnehmerin und Mitglied des Vorstands der BBUG – Baden-Badener Unternehmergespräche, Mitglied im Verwaltungsrat des DIIR-Deutsches Institut für Interne Revision, Mitglied des Börsenrates der Frankfurter Wertpapierbörse, Mitglied im Verwaltungsrat und Kuratorium des ifo Institut, Mitglied des Beirats der Schmalenbach-Gesellschaft für Betriebswirtschaft, Mitglied des Vorstands von UNICEF Deutschland und Mitglied des geschäftsführenden Präsidiums des Wirtschaftsbeirats Bayern. Bortenlänger zählt laut Manager Magazin zu den einflussreichsten Frauen der deutschen Wirtschaft.

## Stipendien und Auszeichnungen
- 1990–1994: Stipendiatin der Friedrich-Ebert-Stiftung
- 1993: Förderpreis der Stadtsparkasse München für herausragende Diplomarbeiten in Bayern
- 2007: Mestemacher Preis als Managerin des Jahres[2]
- 2009: Verdienstkreuz am Bande des Verdienstordens der Bundesrepublik Deutschland[2]
- 2010: Medaille der Finanzplatz München Initiative
- 2012: Finanzmedaille für Verdienste um das Bayerische Finanzwesen[2]
- 2019: Bayerischer Verdienstorden[10]

## Veröffentlichungen
- mit Arnold Picot, Heiner Röhrl: Börsen im Wandel: Der Einfluss von Informationstechnologie und Wettbewerb auf die Organisation von Wertpapiermärkten. Knapp, Frankfurt am Main, 1996, ISBN 3-781-90592-6.
- Börsenautomatisierung: Effizienzpotentiale und Durchsetzbarkeit. Deutscher Universitätsverlag, Wiesbaden, 1996, ISBN 3-8244-6373-3.
- Christine Bortenlänger et al.: Kanon der finanziellen Allgemeinbildung. Frankfurt am Main, 2004.
- mit Sabine Theadora Ruh: Kompass Geldanlage – Ihr Weg zu Vermögen und finanzieller Sicherheit. Schäffer-Poeschel, Stuttgart, 2005, ISBN 3-7910-2373-X.
- mit Horst Peter Wickel: Finanzielle Vorsorge für Dummies. Wiley-VCH, Weinheim 2009, ISBN 978-3-527-70519-1.
- mit Ulrich Kirstein: Börse für Dummies. 6., überarbeitete und aktualisierte Auflage. Wiley-VCH, Weinheim 2021, ISBN 978-3-527-71740-8.
- mit Ulrich Kirstein: Aktien für Dummies. 3., aktualisierte Auflage. Wiley-VCH, Weinheim 2022, ISBN 978-3-527-71915-0.
- mit Franz-Josef Leven: Alles Money, oder was? Von Aktien, Bitcoins und Zinsen – Alles rund ums Geld einfach erklärt für Kinder ab 10 Jahren. Loewe Verlag, Bindlach, 2024, ISBN 978-3-743-21728-7